# IHF-Pokal 1989/90
Am IHF-Pokal 1989/90 nahmen 25 Handball-Vereinsmannschaften teil, die sich in der vorangegangenen Saison in ihren Heimatländern für den Wettbewerb qualifizieren konnten. Es war die 9. Austragung des IHF-Pokals. Der Titelverteidiger war TuRU Düsseldorf aus Deutschland. Im Finale konnte sich der russische Verein SKIF Krasnodar gegen den jugoslawischen Vertreter RK Proleter Zrenjanin durchsetzen.

## Modus
Der Wettbewerb startete mit zehn Spielen in der 1. Runde. Die Sieger zogen in die 2. Runde ein und auf diese folgte das Viertelfinale. Alle Runden inklusive des Finals wurden im K.-o.-System mit Hin- und Rückspiel durchgeführt. SKIF Krasnodar, TuRU Düsseldorf, CD Cajamadrid, SC Magdeburg, Dinamo Bukarest zogen durch Freilos in die 2. Runde ein.

## 1. Runde
|                        | Gesamt |                         | Hinspiel | Rückspiel |
| ---------------------- | ------ | ----------------------- | -------- | --------- |
| GOG Gudme              | 65:43  | Helsingfors IFK         | 32:22    | 33:21     |
| CHEV Handball Diekirch | 39:63  | IK Sävehof              | 20:29    | 19:34     |
| BSV Bern               | 54:44  | FC Porto                | 26:23    | 28:21     |
| THW Kiel               | 65:33  | Blauw-Wit Neerbeek      | 33:15    | 32:18     |
| Hapoel Ramat Gan       | 41:50  | Pallamano Trieste       | 20:20    | 21:30     |
| IF Urædd Porsgrunn     | 46:44  | KR Reykjavík            | 26:22    | 20:22     |
| USM Gagny              | 58:42  | Initia HC Hasselt       | 29:23    | 29:19     |
| Halkbank Ankara        | 41:45  | HC Bruck                | 25:22    | 16:23     |
| Balkan Lovech          | 43:54  | RK Proleter Zrenjanin   | 27:21    | 16:33     |
| MAS Nea Elvetia        | 74:43  | Philips College Nikosia | 40:20    | 34:23     |
| Dukla Prag             | 60:45  | Tatabánya KC            | 38:25    | 22:20     |

## 2. Runde
|                       | Gesamt |                    | Hinspiel | Rückspiel |
| --------------------- | ------ | ------------------ | -------- | --------- |
| TuRU Düsseldorf       | 37:40  | SKIF Krasnodar     | 22:22    | 15:18     |
| IK Sävehof            | 41:43  | GOG Gudme          | 20:18    | 21:25     |
| BSV Bern              | 40:52  | CD Cajamadrid      | 15:24    | 25:28     |
| THW Kiel              | 61:39  | Pallamano Trieste  | 31:18    | 30:21     |
| USM Gagny             | 47:43  | IF Urædd Porsgrunn | 19:17    | 28:26     |
| RK Proleter Zrenjanin | 50:42  | HC Bruck           | 26:17    | 24:25     |
| SC Magdeburg          | 67:25  | MAS Nea Elvetia    | 37:12    | 30:13     |
| Dinamo Bukarest       | 45:48  | Dukla Prag         | 27:21    | 18:27     |

## Viertelfinals
|               | Gesamt |                       | Hinspiel | Rückspiel |
| ------------- | ------ | --------------------- | -------- | --------- |
| GOG Gudme     | 32:48  | SKIF Krasnodar        | 19:24    | 13:24     |
| CD Cajamadrid | 49:45  | THW Kiel              | 25:20    | 24:25     |
| USM Gagny     | 49:52  | RK Proleter Zrenjanin | 27:27    | 22:25     |
| Dukla Prag    | 40:39  | SC Magdeburg          | 25:20    | 15:19     |

## Halbfinals
|               | Gesamt  |                       | Hinspiel | Rückspiel |
| ------------- | ------- | --------------------- | -------- | --------- |
| CD Cajamadrid | 45:51   | SKIF Krasnodar        | 23:21    | 22:30     |
| Dukla Prag    | 40:40 * | RK Proleter Zrenjanin | 26:20    | 14:20     |

## Finale
|                | Gesamt |                       | Hinspiel | Rückspiel |
| -------------- | ------ | --------------------- | -------- | --------- |
| SKIF Krasnodar | 44:31  | RK Proleter Zrenjanin | 29:13    | 15:18     |